# Chortís
Els chortís són un poble indígena de Guatemala i Hondures, descendents de la civilització maia el centre cultural de la qual i polític se situava a Copán. En l'actualitat hi ha aproximadament 60.000 chortís, al voltant de 52.000 en el departament de Chiquimula, Guatemala, i 8,000 en els departaments de Copán, Ocotepeque, Cortès i Santa Bàrbara al nord-oest d'Hondures. El ch'ortí és parlat per la majoria dels chortís de Guatemala, però és poc parlat a Hondures.

## Localització
Històricament els maies ch'ortís estaven ubicats als departaments d'Ocotepeque i Copan, així com a la franja nord dels de Cortés i Santa Bárbara. Aquesta àrea geogràfica possiblement es va estendre també al Salvador al sud, al departament de Chiquimula a l'oest, i al Llac d'Izabal al nord. Actualment la majoria dels ch'ortís es troba a Guatemala (a Chiquimula, Jocotán, Esquipulas, Quetzaltenango i la Unión). L'estimació de la població actual chortí de Guatemala és de 46.833 (cens de 2002).
La població chortí a Hondures viu en zones de difícil accés als departaments Copan i Ocotepeque, com Chonco, Colon Jubuco, San Rafael, Tapescos, Carrizalón, la Laguna, Santa Rita, Antigua Ocotepeque, Nueva Ocotepeque i Sensenti. L'estimació actual de la població chortí hondurenya és de 4.200 individus. Majoritàriament són agricultors i vivien en zones barrejades amb mestissos.

## Història
A principis del segle XVI els chortís s'organitzaven en una confederació coneguda com a regne o senyoriu Payaquí. Durant la conquesta espanyola van ser liderats per Copán Galel qui va presentar resistència en l'actual Copán Ruínas en Hondures i posteriorment a Citalá (El Salvador), on fou derrotat i va acceptar la rendició i el catolicisme.
La segona meitat del segle XX es caracteritzà per la lluita per la terra. Entre 1970 i 1979 es duu a terme la reforma agrària, es van assignar terres a diversos grups organitzats de chortís, prop del 10%.
En 1991 van ser assassinats diversos líders chortís per reclamar els seus drets ancestrals. En 1994 es va crear el Consell Nacional d'Indígenes Chortís d'Hondures (CONICHH) i en 1995 la Confederació Nacional de Pobles Autòctons d'Hondures (CONPAH).
L'abril del 1997 va ser assassinat el líder Cándido Amador, a causa d'això va haver-hi una peregrinació a Tegucigalpa i va haver-hi protestes pels seus drets. Al maig de 1997 es va acordar amb el govern central la distribució de 2.000 hectàrees a comunitats chortís i el desembre de 1997 cinc comunitats chortís obtingueren 350 hectàrees de terres de part de l'Institut Nacional Agrari (INA).